# Chivas Rayadas
Il Chivas Rayadas è stata una società calcistica messicana, con sede a Guadalajara. Si trattava di un club filiale del Guadalajara.

## Storia
Fondato nel 1993 come squadra riserve del Guadalajara, nel 1994 ha vinto il torneo dedicato alle filiali nel campionato di Tercera División ed il titolo di Campeón de Campeones grazie alla vittoria per 2-1 contro il Tigrillos UANL.
Nel 1995 venne promosso in Segunda División dove raggiunse il Tapatío, altro club filiale del Chivas. Nella stagione 1995-1996 trionfò in Copa México 2ª División sconfiggendo in finale il Cruz Azul México ma perse il trofeo Campeón de Campeones contro il Tigrillos UANL con il punteggio complessivo di 5-4.
L'anno seguente vinse il torneo di Segunda División dedicato alle filiali battendo la seconda squadra dall'Atlas per 5-4.
Nel torneo Bicentenario 2010 si classificò secondo alle spalle dell'Universidad del Fútbol mentre nel torneo Revolución 2011 vinse la sua prima Segunda División battendo in finale i Bravos con un doppio 1-0. In seguito, pur possedendo i requisiti per accedervi, giocò lo spareggio per la promozione in Liga de Ascenso contro il Celaya perdendo 4-3 nel computo dei due incontri.
Prima dell'inizio della stagione 2012-2013 il club cedette la propria franchigia ai Linces de Tlaxcala, riuscendo comunque a trovare un posto in Liga de Nuevos Talentos grazie all'acquisto del Colegio Once México. Nel 2013-2014 vinse entrambi i titoli di Copa México de LNT.
Il 25 maggio 2015 la Federazione messicana annunciò che le 18 squadre di Primera División avrebbero dovuto avere una sussidiaria in Liga Premier de Ascenso in modo da trovare una collocazione per i giovani con più di 20 anni esclusi dai tornei giovanili. Dopo questa decisione il club venne sciolto e contestualmente nacque il Club Deportivo Guadalajara Premier.

## Palmarès

### Competizioni nazionali
- Liga Premier de Ascenso: 1

Revolución 2011.
- Copa México Segunda División: 1

1995-1996
- Copa México LNT: 2

Apertura 2013, Clausura 2014
- Campeón de Filiales Segunda División de México: 1

1996-1997
- Campeón de Filiales Tercera División de México: 1

1993-1994
- Campeón de campeones Tercera División de México: 1

1993-1994